# アストルティア
アストルティア（Astoltia）は、スクウェア・エニックスのオンラインゲーム『ドラゴンクエストX  オンライン』に登場する架空の世界。Ver.2まではアストルティアのみ舞台であったが、Ver.3からはアストルティア外の異世界にも広がった。本項ではこれらの異世界についても扱う。

## 世界

### アストルティア
オーガの故郷「オーグリード大陸」、プクリポの故郷「プクランド大陸」、ウェディの故郷「ウェナ諸島」、エルフの故郷「エルトナ大陸」、ドワーフの故郷「ドワチャッカ大陸」、人間が多く住む「レンダーシア大陸」の6大陸から成っていて、Ver.2からは娯楽島ラッカラン、港町レンドア以外のレンダーシア大陸に向かう事も可能となる。
どの大陸も小規模な村周辺の「低レベル帯」、中規模な町周辺の「中レベル帯」、大規模な都周辺の「高レベル帯」があり、その間には関所・休憩所が設置されている。
アストルティアという名前はプロデューサーの斎藤が考案。また、開発中の堀井が考案した製作途中のアストルティアの地図はゲーム内のガートラント城で確認することができる。
ゲーム上の一日は72分で、昼夜がある。道具かばんの拡張クエストなどで時間を要する場合は「リアル24時間」などとプレイヤーの実時間にあわせたものが提示される。Ver.1の頃は午前0時（日本標準時）がアストルティアでは昼間になってしまい、新年などのカウントダウンでの花火が見づらかったため、Ver.2では修正されることとなった。

#### オーグリード大陸
オーガたちの出身地。寒暖差が激しく、荒野と氷山という異なる地形が混在する。
ランガーオ山地
大陸北部の山地で、雪と氷に覆われた洞窟や格闘が盛んなランガーオ村がある。1300年前は辺境の雪山と呼ばれ、ランガーオ村はまだ存在していなかった。
ラギ雪原
ランガーオ山地の北東にある。一面雪に覆われて、しばしば吹雪が舞う。
グレン領
ランガーオ山地の南にある荒野で、中心にあるグレン城下町には武器鍛冶ギルドの本部がある。500年前はグレン城の東側は東の荒野と呼ばれていた。
ベコン渓谷
グレン領の北西にある涸れ谷。東部はドラゴンなど強力なモンスターが跋扈する。
『ドラゴンクエスト 蒼天のソウラ』において、「竜の卵」のある遺跡が隠されていた。
ランドン山脈
一面を雪に覆われた山脈地帯とその麓の地域（ランドンフット）からなる。500年前は湖も干上がるほどの灼熱の大地であった。1300年前は雄峰ランドンと呼ばれていた。山頂付近には戦禍の邪神を封印した邪神の宮殿がある。
ザマ峠
グレン領とガートラント領をつなぐ峠道。烽火台や博愛の碑がある。
ガートラント領
オーグリード大陸にしては珍しく草木が目立つ地域。南部にガートラント城下町がある。1300年前はドランド平原と呼ばれ、ガートラントはまだ建国されていなかった。
ギルザッド地方
ガートラント領の南に位置し、こちらも草木が目立つ。砂浜や海賊のアジトだった洞窟がある。
オルセコ高地
ガートラント領の北西にある荒野。古代の闘技場や竜のねぐらと呼ばれる洞窟がある。1300年前はオルセコ王国領と呼ばれ、ここのオルセコ闘技城にオルセコ王国が存在していた。後にジア・クトの侵攻により、死せる結晶の荒野が現れる。
バドリー岩石地帯
ガートラント領の南西にある岩石地帯。かつては採掘で賑わっていたが、現在では凶悪な魔物の出現により、人がほとんど来なくなっている。
バカン山道
グレン領とガートラント領をつなぐもう一つの峠道。バカンウグレ遺跡がある。

#### プクランド大陸
プクリポの出身地。緑豊かな平原となだらかな丘陵が続く地形が特徴。建造物はメルヘンチックな雰囲気を出している。
プクレット地方
お笑い芸人を目指す者が多いプクレットの村や、けがれの谷がある。
ポーポラ地方
池や賢者エイドスの隠れ家がある。
オルフェア地方
西部は大小のトンネルが連なる丘陵地帯となっている。ナブナブ大サーカス団で有名なオルフェアの町には、調理ギルドの本部がある。
ポポリアきのこ山
「三闘きのこ」をはじめとした巨大なきのこが胞子を飛ばす幻想的な風景となっている。
ミュルエルの森
オルフェア地方の北西にある薄暗い森林。フォステイルの像が置かれた広場がある。
リンクル地方
湖と森がある自然に満ちた地域で、別荘や銀の丘があり、六聖陣の隠れ里である光の郷フィネトカがある。
風車の丘
キラキラ大風車塔がそびえ建つ丘陵地帯。
メギストリス領
大陸の西側にある平原地帯で、メギストリスの都がある。
エピステーサ丘陵
メギストリス領の南にある丘陵地帯で、底なし穴、聖地パサラン団子山、ハニーレイクといったスポットが点在する。
チョッピ荒野
メギストリス領の南東にある荒野。悪党達が住む廃坑・魔窟アラモンドがある。

#### ウェナ諸島
いくつもの島が連なる群島で、渡し船に乗って島から島へと移動する。水に恵まれ、ウェディが多く生息する。亜熱帯を思わせる植物が群生する島が多い。
コルット地方
ウェナ諸島南東にある島の中南部にある台地。南側にレーンの村が、東側にレーナム緑野がある。
シエラ巡礼地
レーナム緑野の北にあり、歌を祀った祠が点在する。
ジュレー島
ウェナ諸島中央にある島。地下に大きな空洞がある。西側のジュレットの町には裁縫ギルドの本部がある。町の北の洞窟の先には、かつて無実の罪で幽閉された貴人が住んでいたというジュレイダ連塔遺跡があるが、現在では忘れ去られている。
キュララナ海岸
ジュレー島北部にある砂浜の海岸。夏のみ入ることができるキュララナビーチがある。
猫島
ジュレー島の西にある猫魔族達が住む島。
ラーディス王島
ジュレー島の南にある島。かつての王が建てた遺跡や舞台が点在する。
ヴェリナード領
ウェナ諸島の北側にある島。湖上にウェナ諸島全体をおさめるヴェリナード城下町 がある。
東側はヴァース大森林・ブーナー熱帯雨林・ケラコーナ原生林といった森林地帯があり、西部にはクエド丘陵や希望なき荒地がある。

#### エルトナ大陸
エルフが多く生息する大陸。森林や湿地帯など自然に恵まれる一方で、魔瘴に侵された呪われた大地という所もある。家屋は「和」を思わせる紙や木を基本としている。神話時代には「エルトナの混沌」と呼ばれていた。
ツスクル平野
大陸東部にある平野。ツスクルの村では巫女ヒメアが取り仕切る学びの庭で、多くの住民が学問に励んでいる。西側にキリカ草原がある。
久遠の森
ツスクル平野の東側にある、世界樹を擁した森。
モリナラ大森林
大陸北部にある森林地帯。川で南北が分断されている。
アズラン地方
大陸中部にある木々に覆われた地域。風の町アズランでは、カムシカという動物が神の使いと崇められている。
スイゼン湿原
アズラン地方の南にある湿地帯。スイの塔が立っている。
西側を迂回してイナミノ街道が通っており、アズランとカミハルムイを結んでいる。
カミハルムイ領
スイゼン湿原の西側にある平野で桜の花が咲いている。中心部の王都カミハルムイには、木工ギルドの本部がある。
夢幻の森
カミハルムイ領の北にある霧に覆われた森。かつて都があった場所で、奥深くに捨てられた城がある。
落陽の草原
秋らしい紅葉した木々の並ぶ草原が広がっていて、かつての時の王者が戦いで命を落としたことから落陽の草原と呼ばれている。
呪われた大地を監視するためガケっぷち村が作られていたが、光の河から災厄の王が復活し、ガケっぷち村は破壊されてしまった。
呪われた大地
大陸西部にある、暗黒大樹がそびえ立つ、あたり一面魔瘴で犯された紫色の大地。

#### ドワチャッカ大陸
ドワーフが多く生息する大陸。その大部分が砂漠と火山地帯で占められている。
ラニアッカ断層帯
大陸南部の山岳地帯。断層により複雑な地形になっている。南部にはアクロニア鉱山を擁したアグラニの町がある。
モガリム街道
ラニアッカ断層帯とガタラ平野をつなぐ山間の街道。
ザグバン丘陵
大陸南部の丘陵地帯。かつて流星が降り注いだらしく、大小のクレーターが至る所にある。
サーマリ高原
ガタラ原野の南にある高原で、ガタラとの間にある湖には古代都市が沈んでいる。強力なモンスター達が徘徊している。
ガタラ原野
大陸中央にあるサバンナ地帯。北部には岳都ガタラや、ウルベア地下帝国の遺跡がある。3000年前はガタラ大山林と呼ばれ、今より木々が生い茂り、ウルベア地下帝国が繁栄していた。
カルデア山道
カルサドラ火山東麓の山道で、ガタラ平野とゴブル砂漠などをつないでいる。3000年前はカルデア溶岩帯と呼ばれ、今より火山活動が活発だった。
エゼソル峡谷
自然豊かな渓谷地帯だが、北東部の塩湖周辺は景色が一変する。
ダラズ採掘場
大陸北東部の鉱山地帯で、採掘は露天掘りで行われている。砂漠に面する西側には砂防ダムがある。3000年前はダラズ大鉱脈と呼ばれていた。
ゴブル砂漠
大陸西部に広がる大きな砂漠。謎の半球体や竜巻に包まれた遺跡など、さまざまなスポットがある。
中心部のドルワーム王国には、防具鍛冶ギルドがある。また、神カラクリなど古代文化の一部を継承している。3000年前は今より小国だったらしく、戦火をさけるため国ごと砂に埋もれさせていた。
カルサドラ火山
ゴブル砂漠の東にある大きな火山。頂上付近には、ドワーフたちが彫ったとされる大地の三闘士像がある。
デマトード高地
大陸北部の荒涼とした高原地帯。かつての「聖竜」の骸が各地に散乱している。
ボロヌス溶岩流
大陸西部の山岳地帯で、溶岩が露出しているところが多い。北の洞窟「ボロヌスの穴」の最深部には、天魔クァバルナが封印されている。北東の「最果ての地下遺跡」はすっかり荒れ果てているが、かつてはガテリア皇国として繁栄していた。しかし、主人公が3000年前に来た時には既に滅亡している。

#### レンダーシア
アストルティアの中心に位置する、人間が生息する大陸。中心部のエテーネの島を囲うような形。港町レンドアや娯楽島ラッカランも含まれる。大魔王マデサゴーラによって偽りのレンダーシアが造られたため、偽りのレンダーシアと真のレンダーシア、二つのレンダーシアが存在する。
エテーネの村
エテーネの民が住んでいる辺境の村で、主人公の故郷。ネルゲルによって壊滅するが、Ver.3終了後に「新エテーネの村」として復興する。5000年前、レンダーシア全土を統べていた村と同名の王国（後述）が存在しており、大エテーネ島からエテーネの島に移住した自由人の集落の住民の子孫が、エテーネの民となったという。
ナルビアの町
レンダーシア大陸内海の島にある町で、オフラインモードで主人公の兄弟の拠点となる。
光の神殿
エテーネの島の山頂にある神殿。奈落の門及びそこに繋がる道、悠久の回廊を封じるために建てられた。
マデ島
レンダーシア大陸内海にある小さな島で、修道院がある。5000年前は、ここにマデ神殿があった。
港町レンドア
オーグリード大陸とエルトナ大陸の間に位置する、小さな島。駅と鉄道によって南北に分断されていて(往来は可能）、南にはレンダーシア大陸に唯一行ける豪華客船「グランドタイタス号」が停まっている他、道具鍛冶ギルド、ツボ錬金ギルド、モンスター討伐隊の本部がある。北の西端には、バージョンアップと共に友好的な魔物が数多く出現している。大陸間鉄道ができる前は小さな漁村で、鉄道が敷設されることになってから、漁業を捨てて今の鉄道業務関連に従事するようになったらしい。
娯楽島ラッカラン
ウェナ諸島とプクランド大陸の間に位置する、小さな島。メダル・オーナーと呼ばれ、この地を一から開拓した人物であるゴーレックが統治している。カジノ・コロシアム・ランプ錬金ギルドの本部がある。
ココラタの浜辺
グランドタイタス号が接岸した浜辺。レンダーシア大陸の西端に位置する。酒場や道具屋、教会などが仮設されており、レンダーシアに降り立った冒険者達の最初の拠点になる。
コニウェア平原
大陸の北西部にある平原で、ココラタの浜辺に隣接する。難破船の残骸があちこちに見られる。
モンセロ温泉峡
コニウェア平原の南にある温泉地帯。偽りのレンダーシアでは未完成のまま放置されていたため、「未完のモンセロ温泉峡」と呼ばれる。
三門の関所
その名の通り三つの門がある関所。西の門はコニウェア平原に、東の門はワルド水源に、北の門はレビュール街道へと通じている。1000年前は封鎖されており、先に進むことはできない。
ワルド水源
湖に点在する島を桟橋でつないだ地域。東側には大きな滝がある。
メルサンディ穀倉帯
大陸の西部にある穀倉帯。小麦畑に風車が並ぶのどかな地域だが、魔物の襲来により荒廃している。ザンクローネの物語で有名なメルサンディ村がある。
ローヌ樹林帯
大陸の南西部にある樹林。落葉樹が多い。東部には魔女の森がある。
セレドット山道
大陸南部の山岳地帯。ダーマ神殿に通ずる山間の道。門前のセレドの町は、光の河の効果を用いた施療院が有名。
リンジャハル海岸
レンダーシアの内海に面した海岸。リンジャの塔がある。
リャナ荒涼地帯
大陸の北東部にある草木の少ない荒地。灯台が2つあるが、北側のものは崩れている。
アラハギーロ地方
砂漠と湿地帯が隣接する平野。アラハギーロ王国には、モンスター格闘場がある。
デフェル荒野
広大な砂漠と不毛の荒野。ピラミッドや神話の塔がある。
ジャイラ密林
大陸の北東部に位置する密林地帯。大樹が生い茂る。
レビュール街道
三門の関所からグランゼドーラ王国へと通じる街道。街道沿いには遺跡が点在する。
グランゼドーラ領
大陸の北部にあるグランゼドーラ王国の領地。海とは切り立った断崖で面する。
ロヴォス高地
グランゼドーラの南に位置する高山地帯。ゼドラ洞などの洞窟が点在する。1000年前には、ここに樹天の里があった。その先には、飛竜の巣があるドラクロン山地がある。偽りのレンダーシアでは未完成のまま放置されていたため、「未完のドラクロン山地」と呼ばれる。
ラゼアの風穴
主人公の兄弟の隠れ家があるが、飛竜を使わないと行くことができない。偽りのレンダーシアでは未完成のまま放置されていたため、「未完のラゼアの風穴」と呼ばれる。
創生の邪洞
偽りのエテーネの村から北に進むと行ける。創生の渦があり、キルギルから魔物の力を与えられた魔創兵が立ちふさがる。
ソーラリア峡谷
リャナ荒涼地帯の東にある峡谷。最奥部の古き神の遺跡に眠る神の緋石が破壊された後は、ねじれたる異形の大地と入れ替わるように偽レンダーシアに転移する。
ねじれたる異形の大地
古き神の遺跡に眠る神の緋石が破壊されたことにより、変異したソーラリア峡谷。奥には大魔王マデサゴーラの根城・魔幻宮殿が存在する。
竜族の隠れ里
モンセロ温泉峡の裏にある里。ナドラガンドがアストルティアから隔絶された後、わずかに残された竜族が隠れ住んでいる。
謎の島
レンダーシア南西の海に浮かぶ、何もない島。その正体はブオーンの腹。
アスフェルド学園
レンダーシアのどこかにある、全寮制の学校。
謎の遺跡島
アラハギーロ地方東の海域にある、遺跡の島。
神代の島
神話時代の遺跡がある島。神話時代は天使の墓所とされていた。

### ナドラガンド
奈落の門から入れる、竜族の故郷。炎、氷、闇、水、嵐の五つの領界に分けられている。神代の昔にアストルティアから隔絶され、長きに渡り一切の交流が途絶えたという。神話時代には「ナドラガンドの混沌」と呼ばれていた。
炎の領界
炎に包まれた過酷な領界で、魔炎鳥の襲来にアペカの村の住民は悩まされている。聖都エジャルナにはナドラガ教団の総本部がある。
氷の領界
氷に包まれた領界で、食料をもたらす恵みの木が凍りつき、食料不足に陥りイーサの村の人々は元気を無くしている。
闇の領界
深い闇に閉ざされた領界で、領界中に蔓延する毒にカーラモーラ村の住民は苦しんでおり、月光が強く降り注ぐ浄月の間で月光を浴びて凌いでいる。領界の頂には毒と病の影響を受けない楽園があるが、そこには悪魔が住むとも言い伝えられている。
水の領界
ごく一部を除いて水に沈んだ領界。神獣カシャルの加護により水中に空気が満たされているため、海底都市ルシュカの住民は地上とほぼ変わらない生活が出来る。
嵐の領界
雷と暴風が吹き荒れる領界であり、場所によっては毒の風が吹いている。ムストの町の住人は地下に避難しており、反ナドラガ教団勢力「疾風の騎士団」の活動拠点となっている。
いざないの間
アストルティア・ナドラガンドの各領界及び、神墟ナドラグラムに通じる門がある。
神墟ナドラグラム
かつてナドラガンドの中心部だった場所。ナドラガ復活の場とされる。

### 古代
5000年前の世界。現代では、海の底に沈んだ大エテーネ島にある。バージョン4クリア後は、真レンダーシアに転移する。
バントリユ地方
辺境警備隊の詰所がある。
エテーネ王国領
古代エテーネ王国の王都キィンベルがあり、王国軍区画の転送の門からエテーネ王宮やパドレア邸、王家の温室へ向かうことができる。
ティプローネ高地
自由人の集落がある。

### 未来
1000年後の世界。アストルティア滅亡の際に建造された移民用の宇宙船アルウェーンが舞台となる。バージョン4クリア後は、滅亡の未来が完全に回避されたため、観光宇宙船になっている。
アルウェーン管理棟
アルウェーン上層部に位置する。無限動力炉のある動力室や、コールドスリープマシンのある冷眠室がある。
アルウェーンの町
アルウェーン中層部に位置する。町の至るところにペコリアが配置され、市民の生活を支えているが、市民は感情を失っている。
自然遺産保護区
アルウェーン下層部に位置する。プクランド大陸の自然が再現されており、ゴミ処理場やアストルティア博物館がある。

### 魔界
魔族の住む世界。世界全体を大魔王が、各国を魔王が治めている。
かつてはアストルティアの一部だったが、大いなる闇の根源ジャゴヌバによって魔瘴で侵食され、女神ルティアナによって隔離された。
ゲルヘナ幻野
デモンマウンテンに通じる大審門があり、山頂付近には弱い魔物の保護区であるジャディンの園や、魔仙卿が住むゴダ神殿があり、その地下深くにはジャゴヌバが封印されている。
ベルヴァインの森
魔界東部にある森林地帯で、ゼクレス魔導国がある。
バルディア山岳地帯
魔界西部にある山岳地帯で、バルディスタ要塞がある。
ジャリムバハ砂漠
魔界南部にある砂漠地帯で、砂の都ファラザードがある。
ターボル峡谷
バルディア山岳地帯の北にある峡谷。水の噴出口を利用して先に進んでいく。
魔幻都市ゴーラ跡
かつて大魔王マデサゴーラが治めていた地域。マデサゴーラのアストルティア侵攻中に魔瘴の大量噴出により壊滅、わずかに生き残った市民は真・魔幻宮殿に避難している。
旧ネクロデア領
バルディスタによって滅ぼされたネクロデア王国のあった場所。死者の悲しみを表す灰が降り積もる、不気味な地となっている。
血潮の浜辺
その名の通り赤い海の浜辺。かつてファラザードとネクロデアの交易の際には、ここの隠し砂州を通っていたとされる。
ガウシア樹海
ベルヴァインの森の旅人すら寄り付かない奥地にあり、そこにあるトポルの村には姿を化け物へと変えてしまう「呪いの泉」の伝承がある。
デスディオ暗黒荒原
新たな大魔王の居城が密かに建てられていた荒原。南部には思案の洞くつがあり、その先にある深謀の荒原からバルメシュケの研究所へ行くことができる。
グラデル台地
歴代大魔王の彫像が彫られた岩壁がある。
ザハディカル岩峰
バルディスタによるアストルティア侵攻の最前線拠点となっている。
ルクスガルン大空洞
ザハディカル岩峰とガミルゴの盾島を結ぶ通路で、神魂融合の儀が行われるルファ神殿がある。
滅星の邪園
魔界の海底の魔瘴の海の地下にある、異界滅神ジャゴヌバの本拠地。

### 天星郷フォーリオン
天使や彼らに選ばれた英雄が住む、天空の島。神都フォーリオンを中心に、5つの島が囲んでいる。
神都フォーリオン
天星郷フォーリオンの中心となる、天使達が住む都市。いにしえの大災害により大打撃を受けた、かつての都市（神代の遺構）の上に建てられており、中枢となるフォーリオン聖天区画・官舎や住居がある居住区・薬師の家や源世植物研究所、4つの試練場ヘ向かう転送の門がある外郭に分かれる。
試みの荒野
白灰の試練が行われる荒野。上層部は雪が積もっており、試練の準備のためのそなえの場がある。
輝きの草原
黄金の試練が行われる草原。
豊穣の密林
深翠の試練が行われる密林。
天涙の大水源
紺碧の試練が行われる水源地帯。
フォーリオン造成地
現在の神都フォーリオンに代わる、新たな神都を建設するために造成中の浮島。フォーリオン全体のエネルギーを制御するためのエネルギー制御室がある。
とこしえの神殿
神都フォーリオンの北に浮かぶ神殿。アストルティアの楯が安置されており、フォーリオンで最も重要な場所とされ、結界で厳重に守られている。その地下には、天の箱舟や初期型神化の光炉がある「秘伝の間」や、アストルティアの楯の真のチカラを解放するための試練を課す「神授の秘密殿」があった。

### 果ての大地ゼニアス
異世界。女神ルティアナの故郷である「とこしえのゆりかご」そのもの。
レストリア平野
ジア・クトが残した結晶が点在する平原。ここのはじまりの地に調査隊拠点が設けられる。付近の湖には誓約の園に繋がる小島「神のまなこ」がある。太古には誓約の園に冬の宮殿があった。
ラランブラ山道
ゼニアス北部の永遠に夜のままになっている山道。メネト村がある。
ムニエカ地方
ゼニアス東部にある地方で、ムニエカの町がある。
シュタール荒野
ゼニアス南部の荒野。
タービア草原
シュタール荒野の先にある草原。アマラーク王国がある。
ウォルド地方
ゼニアス西部の峠のほこらの先にある禁足地。聖湖ゼニートや、女神ゼネシアが封印されている「大樹の鳥籠」、グランゼニスが封印されている「ゼニスの封宮」がある「ウォルドの聖簾」がある。

### キューロピア
異世界。キュレクスの故郷である時の民キュロン人の世界。ジア・クト念晶体の襲来に伴い時間停止爆弾を用いて世界全体の時間を止めいかなる物も干渉できないようにしたが、数十年前に地表でその効果が薄れてキュロン人は再度動けるようになった。
キュロン丘陵
キュロン人の集落であるマキュリ集落や聖地となっている世界球根、キュレクスの機巧研究所がある。
キュロン湿原
キュロン人が生まれる時の球根があるキュロン草園がある。

### その他
神殿レイダメテス
偽りの太陽「レイダメテス」の中心部に建てられた神殿。守護者ラズバーンが冥王を生み出すべく、人々の魂を集めている。
冥王の心臓
ランドン山脈上空に浮かぶ黒い穴から入れる、ネルゲルの居城。破壊された神殿レイダメテスが、永い時間をかけて復活したもの。
闇の溢る世界
神話編にて、落陽の草原の光の河から行ける災厄の王が眠る世界。
ショコラフォンテヌ城
バレンタインイベント「アストルティア・クイーン総選挙」の会場であるお菓子の城。
ホワイトショコラ城
ホワイトデーイベント「アストルティア・ナイト総選挙」の会場であるお菓子の城。
妖精の国
春季イベントの舞台となる異世界。元々は「ドラゴンクエストV 天空の花嫁」に登場した妖精の世界で、ここに来るとプレイヤーの姿はスライムになる。
ブルーマリッジ島
ジューンブライドイベントで行ける島。
七夕の里
七夕イベントの会場となる里。近くには暗闇のボロ屋がある。
ムーンキャロット王国
お月見イベント（3年目・6年目）で行ける王国。月世界の裏側にある。
フォルモンティ村
お月見イベント（10年目）で行ける村。偽メルサンディ村同様、パンパニーニの物語の世界。
スウィ～ツランド
ハロウィンイベントで行けるお菓子だらけの世界。辛党の魔物に支配される。
ガラシの塔
スウィ～ツランドにそびえ立つ辛党の魔物達の塔。1階層にいる魔物を倒しつつ進んでいく。
星の大樹広場
クリスマスイベントの会場。中央に巨大なクリスマスツリーがそびえ立っている。
星明の宮
正月イベントでいける神社。
月世界
とあるクエストで行ける月の上の世界。かつては女王カグヤ＝ムーンが治める月の国が栄えていたが、月を侵略しに来た魔物達によって、その栄華を失った。
時獄の迷宮
時空の狭間に転移したエテーネ王宮が変化したもの。
閃光の神殿
バトルトリニティに参加することができる神殿。
悪神の心域
悪神と化した英雄達が作り出した領域。「三闘士の憤怒」「時の王者の悔恨」「歌姫の絶望」「勇者の曙光」「ゼドラ王の黄昏」「盟友の虚無」がある。
魔眼の月
ジア・クト念晶体の本拠地で、かつてとこしえのゆりかごを滅ぼしたという。
断罪の剣
神墟ナドラグラムに刺さった断罪の剣に、竜族の怨念を用いて創失をもたらす者がこじ開けた内面世界。
グランゼニスの試練場
主神の王冠の試練の試練を行うために勇気の神グランゼニスが作り出した領域。
秘密の隠れ家
規約違反者に対してゲームマスターが注意や警告等を行う、所謂「説教部屋」。

## 種族
オーガ
力と勇気の種族。通称「炎の民」。
五つの種族の中で最も体が大きく、屈強な肉体には線の模様をもつ。
赤い肌で獣のような尻尾と鬼のように角があり、額に2本、肩にもそれぞれある。
力を尊び、日々鍛錬にいそしみ、極限まで強さを極めることを信条としているが、決して好戦的ではなく、むしろ情けに厚く仲間を大切にする種族だという（ただし、序盤の種族神像には「好戦的」との記載もある）。
プクリポ
笑いと夢に生きる種族。通称「花の民」。
まるでぬいぐるみ人形のようで、五つの種族の中で最も小さい。
頭の上に獣のような耳があり、その形にはバリエーションがあるようである。
好奇心旺盛でいたずらが大好きな種族。人を笑わせることに努力を惜しまない。
ウェディ
愛の歌を詠う種族。通称「水の民」。
海に囲まれたウェナ諸島で暮らしている。
青い肌で魚の鰭のような耳を持つのが特徴。
感受性豊かな恋多き種族で、歌を詠うことで愛を伝えたり、民族の言い伝えを伝承していく。
エルフ
叡智を備え自然を敬う種族。通称「風の民」。
人間よりも小柄で、美しい容姿に恵まれた種族。
柔らかそうなピンク色の髪、同色の瞳と肌に尖っている耳、背には透けてみえる羽のようなものが浮いており、まるで妖精のような外見をしている。
理知的で誇り高く、自然と共生している。
なおゲーム内の便せんはエルフに伝わる独自の技術を用いている為、便せん屋は一部の例外を除きエルフの女性のみである。
ドワーフ
富と技術を尊ぶ種族。通称「地の民」。
緑色の肌で小さいが筋肉質な体格をしており、耳が大きめで丸い。
もともと知能レベルが高い種族で高度な文明を誇っていたが、欲張りな性質が災いして、その栄華を失いつつあるという。
その名残からか、装飾の細かい衣装や装備をしている。
人間
通称「勇の民」。
どんな環境でも生きていける適応力を持ち、危機に直面してもくじけずに立ち向かう勇気を秘める。わずかながら、レンダーシア以外の大陸にも所在している。
竜族
通称「空の民」。
黒い角が生えており、皮膚に鱗がある。異世界ナドラガンドで生活している。
地上で争いがあると飛来し、平安をもたらすとされる。巨竜に変身する「竜化」能力を持つが、実際に使えるのは厳しい修行を積んだ一握りの者たちだけだという。また『ドラゴンクエストIX 星空の守り人』の守護天使と同じく、上位存在には傷一つ負わせられない”制約”が存在することが、ある場所で判明する。アストルティアでは歴史から忘れ去られているが、モンセロ温泉峡の裏にある里に隠れ住んでいる。
神代の時代、言い伝えとは逆に竜族の神ナドラガと共にアストルティアに戦乱を招き、他6種族の神によってナドラガンドに追放されたという。
魔族
魔瘴から生まれ、魔瘴と共に生きる種族。
紫の肌、黒い白目、竜族とは異なる形状の角が生えている以外はアストルティアの六種族と変わらない容姿をしているが、これは魔界がアストルティアから切り離された際に取り残された住民が、魔界の環境に適応できるように進化したためである。異世界である魔界で暮らしており、ある程度魔瘴にも耐性を持つ。
魔界は複数の国に分かれており、それぞれの国を魔王が治めている。その中でも魔界全土を統一し支配するのが大魔王であり、アストルティアから見捨てられた者達の恨みや憎しみが大魔王という存在の元に結集し、アストルティア侵攻を繰り返させているという。大魔王になるためにはデモンマウンテンの試練を乗り越えた上で、異界滅神ジャコヌバに認められなければならない。歴代の大魔王は幾度となくアストルティアに侵攻しては、グランゼニスの神の器である勇者に撃退されてきた。
天使
ルティアナの眷属。容姿は人間とほぼ同じだが、背中に翼が生えている点が異なる。全体的に誇り高い性質を持つ。
女神ルティアナが世を去り、他の種族神も倒されるか永い眠りに付いている状態のため、生前に偉大なことを成し遂げた者の魂を死後に天星郷に導き、かりそめの肉体を与え新たな神にするための「神化の儀」を行おうとしている。
実は現在の天使は、とこしえのゆりかごの滅亡時に天の船フォーリオンに乗って脱出した際、長い逃避行に耐えられるようにルティアナから果実を与えられて後天的に天使となった前世界の人間の末裔であり、そのため現在の天使は頭上に光輪を持っていない。光輪を持っていた本来の天使は、神話時代のレクタリスの死をもって全員が死亡した。
キュロン人
通称「時の民」。
緑色のフードを被り、嘴を持った妖精のような姿をしており、時渡りの能力を持つ。体色は水色の者が多いが、それ以外の色の者もいる。異世界キューロピアで生活しており、キュロン草という球根から生まれてくる。生後しばらくは手のひらサイズだが、成長するとプクリポと同じくらいの体格になる。ジア・クト念晶体の襲撃を受け世界の時間を止めいかなる干渉も受けないようにしたが、数十年前にその効果が薄れ再び動けるようになった。